# NGC 6195
NGC 6195 is een spiraalvormig sterrenstelsel in het sterrenbeeld Hercules. Het hemelobject werd op 30 mei 1791 ontdekt door de Duits-Britse astronoom William Herschel.

## Synoniemen
- UGC 10469
- MCG 7-34-118
- ZWG 224.75
- IRAS 16348+3907
- PGC 58596